# Deniz Can Aktaş
Deniz Can Aktaș (n. 28 iulie 1993, Istanbul, Turcia) este un actor turc. A devenit cunoscut datorită rolului său emblematic ca Halil İbrahim Karasu în serialul de televiziune Hudutsuz Sevda (2023–prezent). De asemenea, a atras atenția publicului prin interpretările sale memorabile în Hayat Bazen Tatlıdır (2015–2016) și Menajerimi Ara (2020–2021).

## Viață și carieră
Deniz Can Aktaș s-a născut în Istanbul, într-o familie originară din İnebolu. Deși și-a început parcursul academic în domeniul tehnic, obținând o diplomă în inginerie navală⁠(d) și management la Universitatea Piri Reis, pasiunea sa pentru actorie l-a condus spre o carieră în industria filmului și televiziunii.
Deniz Can Aktaș și-a început cariera în televiziune în 2015, debutând cu un rol în serialul Tatlı Küçük Yalancılar, adaptarea turcească a popularului Pretty Little Liars. În 2016 a continuat să câștige atenția publicului prin apariția sa în drama liceală Hayat Bazen Tatlıdır. În 2017 s-a alăturat distribuției serialului Avlu (Curtea), difuzat pe Star TV, unde a jucat alături de actrița Demet Evgar.
În 2019 a primit primul său rol principal în serialul Așk Ağlatır, difuzat pe Show TV. În 2020 a jucat în Menajerimi Ara, o adaptare a serialului TV francez Call My Agent!.
În 2021, Deniz Can Aktaș și-a făcut debutul în teatru, aducând la viață personajul Romeo într-o reinterpretare modernă a tragediei Romeo și Julieta de William Shakespeare.
În 2022 a jucat în serialul dramatic medical Kasaba Doktorou.

## Filmografie
| Televiziune    | Televiziune            | Televiziune          |
| An             | Titlu                  | Rol                  |
| -------------- | ---------------------- | -------------------- |
| 2015           | Tatlı Küçük Yalancılar | Seçkin               |
| 2016–2017      | Hayat Bazen Tatlıdır   | Burak                |
| 2017           | Nerdesin Birader       | Ali                  |
| 2018           | Avlu                   | Alp Öztürk           |
| 2019           | Așk Ağlatır            | Yusuf Eren           |
| 2020–2021      | Menajerimi Ara         | Barıș Havas          |
| 2022–2023      | Kasaba Doktorou        | Ömer Özen            |
| 2023 – prezent | Hudutsuz Sevda         | Halil İbrahim Karasu |
| Filme          |                        |                      |
| An             | Titlu                  | Rol                  |
| 2022           | Bandırma Füze Kulübü   | Umut                 |

## Teatru
| Teatru | Teatru           | Teatru | Teatru |
| An     | Titlu            | Rol    |        |
| ------ | ---------------- | ------ | ------ |
| 2021   | Romeo și Julieta | Romeo  |        |